# Milleretta
Milleretta es un género extinto de saurópsidos pararreptiles que vivieron a fines del período Pérmico en lo que hoy es Sudáfrica, 250 millones de años atrás. Sus fósiles han sido encontrados en el sitio Oberperm, en la Formación Balfour.

## Características
Milleretta era de un tamaño moderado, como los lagartos: de alrededor de 60 centímetros de longitud. Probablemente fue insectívoro.

## Evolución
Aunque se pensó una vez que fueron ancestros de los diápsidos, el grupo que incluye a los lagartos, el descubrimiento de fósiles mucho más antiguos de diápsidos ha descartado esa posibilidad.